# بردگوری چری ۱
بردگوری چری ۱ مربوط به دوره هخامنشی -دوره سلوکیان است و در شهرستان فارسان، بخش بازفت، روستای دوآب صمصامی واقع شده و این اثر در تاریخ ۸ مرداد ۱۳۸۱ با شمارهٔ ثبت ۵۹۸۱ به‌عنوان یکی از آثار ملی ایران به ثبت رسیده است.